# Sorex arunchi
Sorex arunchi és una espècie de mamífer de la família de les musaranyes (Soricidae). És endèmica d'Itàlia.